# Akwedukt w Segowii
Akwedukt w Segowii – jeden z najważniejszych i najlepiej zachowanych reliktów rzymskiej obecności na Półwyspie Iberyjskim. Jest też symbolem Segowii, uwiecznionym nawet na herbie miasta.
Brak stosownej inskrypcji na attyce akweduktu uniemożliwia określenie z całkowitą pewnością jego wieku. Badacze umiejscawiają moment jego powstania na drugą połowę I i początki II wieku, w czasach cesarza Wespazjana lub Nerwy. W mrokach dziejów giną również początki samego miasta. Wiadomo jedynie, że okolica ta była zasiedlona przez Wakceów przed ich podbiciem przez Rzym.
Akwedukt w Segowii transportuje wodę z górskiego źródła Fuenfría, odległego od miasta o 17 kilometrów, położonego w pobliżu wsi La Acebeda. Woda zbierana jest najpierw w zbiorniku zwanym El Caserón (hiszp. Wielki dom, Chałupa), potem transportowana kamiennymi kanałami do drugiej wieży (Casa de Aguas, hiszp. Dom wody), gdzie jest odpiaszczana i klarowana. Następnie biegnie 728 m kanałem o nachyleniu 1% aż do szczytu wzniesienia Postigo (skaliste wzgórze, na którym wokół alkazaru osadzono miasto). Wcześniej jeszcze, na placu Díaz Sanz, konstrukcja zakręca gwałtownie w kierunku placu Azoguejo, na którym budowla prezentuje się w całej swej okazałości. W najwyższej części mierzy 28,5 m (przy prawie 6-metrowych fundamentach) i spoczywa na dwóch rzędach łęków wspartych na filarach. Cała konstrukcja składa się ze 167 łęków. Od momentu wejścia do miasta do placu Díaz Sanz akwedukt spoczywa na 75 pojedynczych łękach, następnie na 44 podwójnych i wreszcie na ostatnich czterech pojedynczych łękach. W pierwszym odcinku akweduktu znajduje się 36 ostro zakończonych łęków, zrekonstruowanych w XV wieku po zniszczeniu budowli przez muzułmanów w 1072 roku.
Wyższa kondygnacja to łęki o szerokości prześwitu 5,10 m, wsparte na kolumnach węższych i niższych niż te z niższej kondygnacji. Zwieńczeniem jest attyka, w której biegnie kanał transportujący wodę, o przekroju litery „U” i wymiarach 180 na 150 cm. Dolna kondygnacja, niwelująca nierówności terenu, to łęki o szerokości prześwitu 4,50 m wsparte na kolumnach zwężających się ku górze (wymiary u szczytu – 180 na 250 cm; wymiary u podstawy – 240 na 300 cm).
Całość zbudowana jest z granitowych bloków, połączonych bez zaprawy. Liczba bloków jest oceniana na 20 400. Ich objętość wynosi około 7500 m³, a masa 20 000 ton. Na trzech najwyższych łukach umiejscowiona była w czasach rzymskich tabliczka z literami z brązu z informacją o projektancie i dacie budowy. W górnej części akweduktu widać też dwie nisze, po jednej z każdej strony konstrukcji. Wiadomo, że w jednej z nich widniał niegdyś wizerunek Herkulesa egipskiego, zgodnie z legendą założyciela miasta. Aktualnie w niszach znajdują się wizerunki patronki miasta Matki Boskiej z Fuencisla (Virgen de la Fuencisla) oraz Św. Szczepana. Co roku 4 grudnia, w dzień Św. Barbary, patronki artylerzystów, których akademia znajduje się w Segowii, kadeci szkoły przystrajają wizerunek Matki Boskiej flagą.

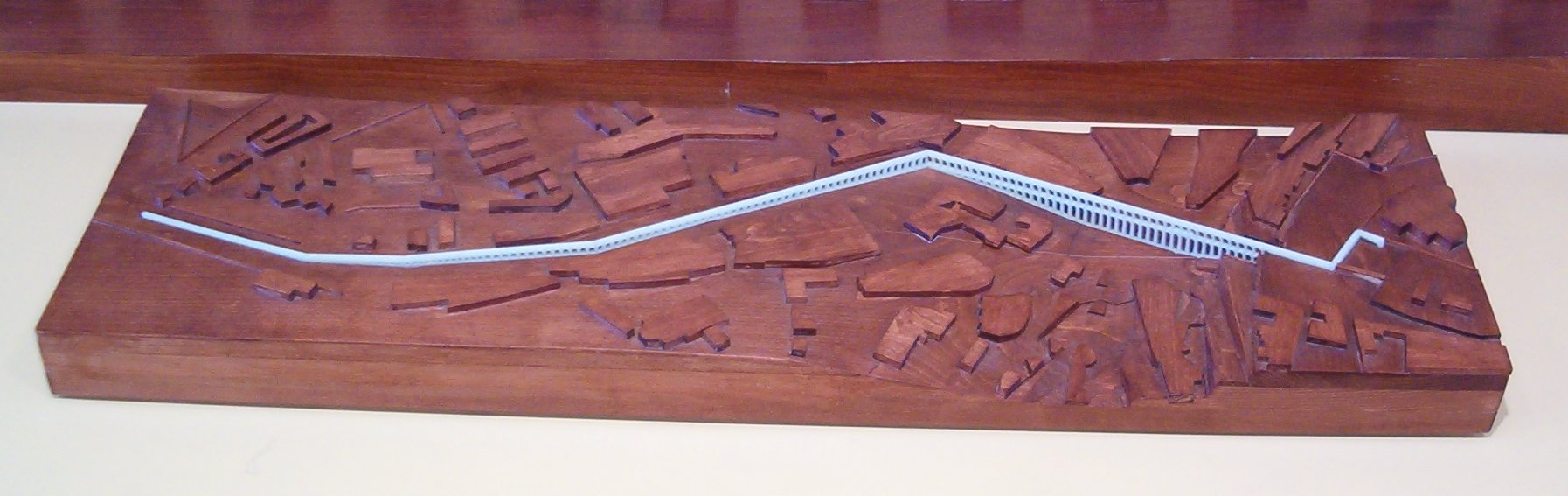
Makieta akweduktu w Muzeum Archeologicznym w Segowii

W czasach Ferdynanda Aragońskiego i Izabeli Kastylijskiej doszło do pierwszej dużej rekonstrukcji akweduktu. Pracami zajął się przeor pobliskiego klasztoru, don Pedro Mesa. Odbudowano 36 łęków, dochowując dużej wierności oryginałowi. Wspomniane już wizerunki Matki Boskiej i Św. Szczepana umieszczono na akwedukcie później w XVI wieku.
Akwedukt jest najważniejszym zabytkiem architektonicznym miasta. Przez stulecia był wykorzystywany do transportu wody i prawdopodobnie dzięki temu przetrwał do dziś w tak dobrym stanie. W ostatnich latach ucierpiał poważnie z powodu zanieczyszczenia powietrza i drgań wywołanych intensywnym ruchem ulicznym. Rozpoczęto więc prace konserwacyjne, jednocześnie zakazując ruchu samochodowego w bezpośrednim sąsiedztwie budowli (plac Azoguejo stał się strefą tylko dla pieszych). Od 1985 roku akwedukt jest na liście światowego dziedzictwa UNESCO.

## Legenda

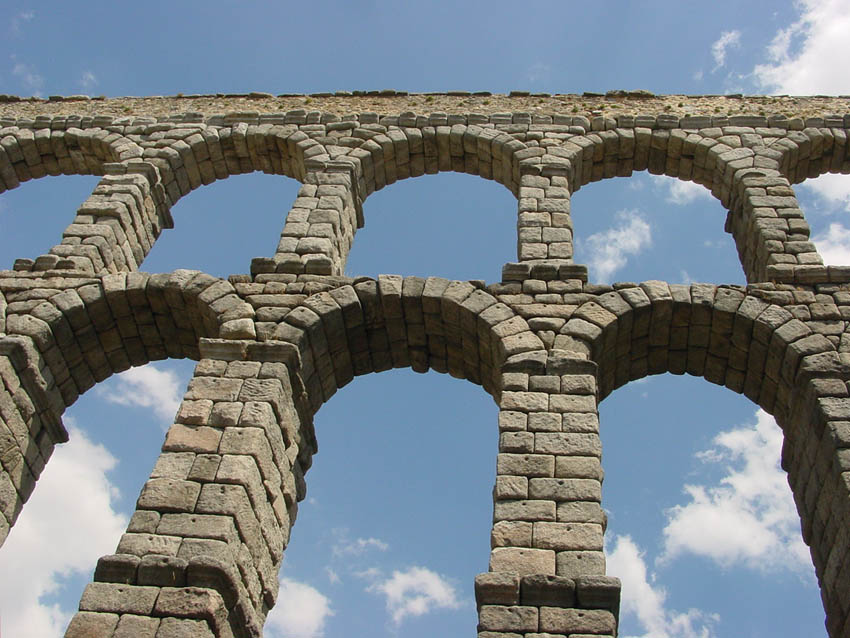
Widok z dołu na akwedukt

Zgodnie z popularnym podaniem to nie Rzymianie zbudowali akwedukt, ale diabeł. Legenda mówi, że pewna dziewczyna pracująca jako nosiwoda, zmęczona dźwiganiem dzbana stromymi uliczkami miasta, zawarła pakt z czartem, oddając mu swoją duszę, o ile będzie on w stanie dostarczyć wodę do jej drzwi zanim kur zapieje. Kiedy zapadł zmrok, nad miastem rozszalała się potworna burza. Jedynie dziewczyna zdawała sobie sprawę, że to nie zwykły sztorm, ale diabelskie sztuczki czarta wypełniającego swoje zadanie. Naturalnie diabłu nie udało się wykonać zadania – kur zapiał w momencie, w którym do ukończenia akweduktu zabrakło położenia jednego kamienia.
Dziewczyna wyznała swoją winę mieszkańcom miasta, którzy poświęcili akwedukt i z radością zaakceptowali nową budowlę w mieście. Przekonani, że tylko cud mógł ocalić duszę dziewczyny przed potępieniem, umieścili wizerunki Matki Boskiej i Świętego Stefana w niszach akweduktu.

Aqüeducte de Segòvia
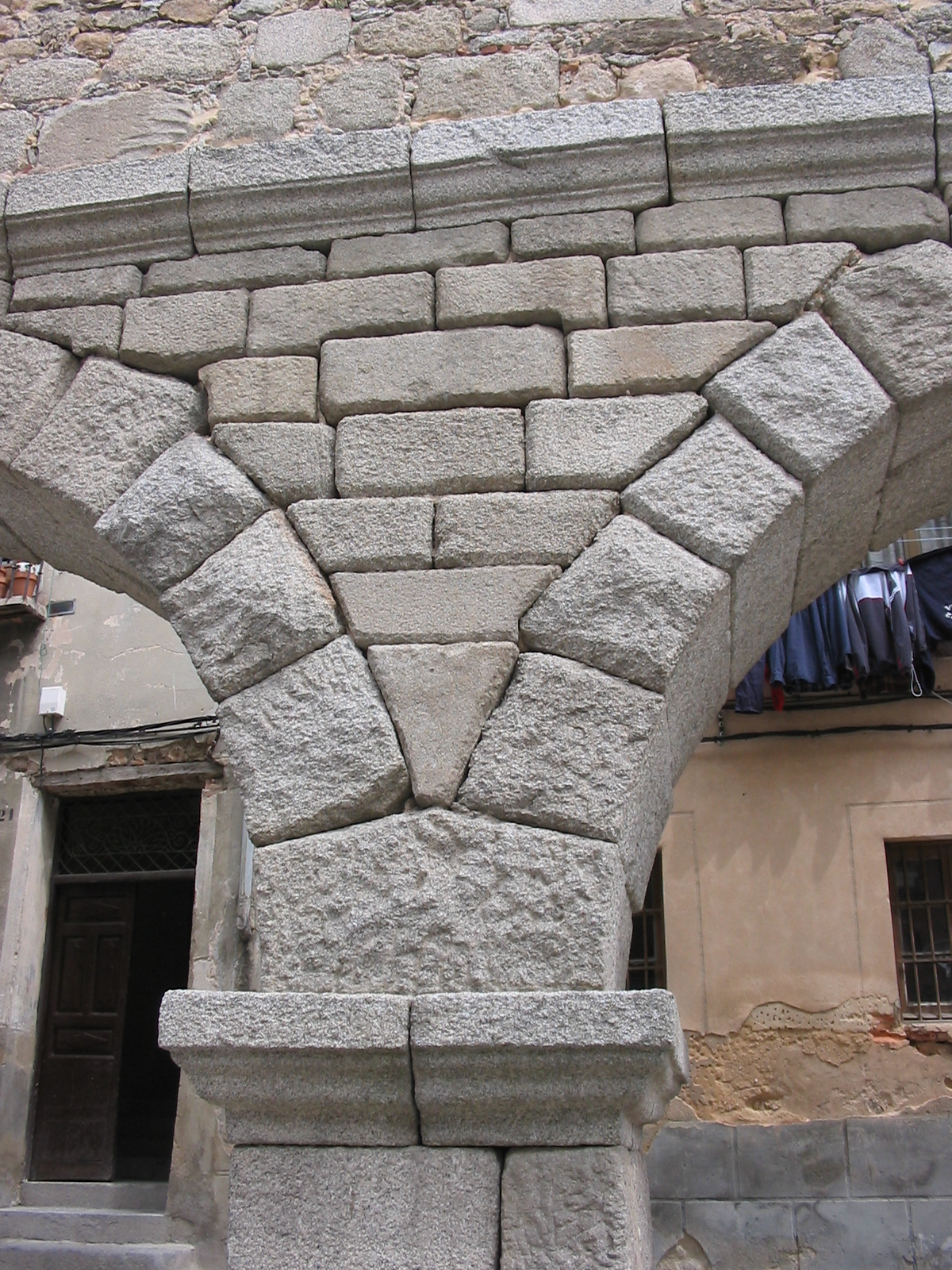
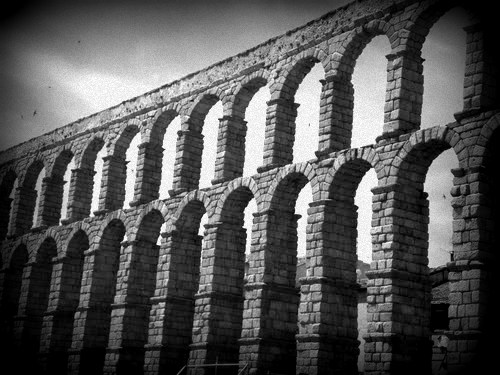
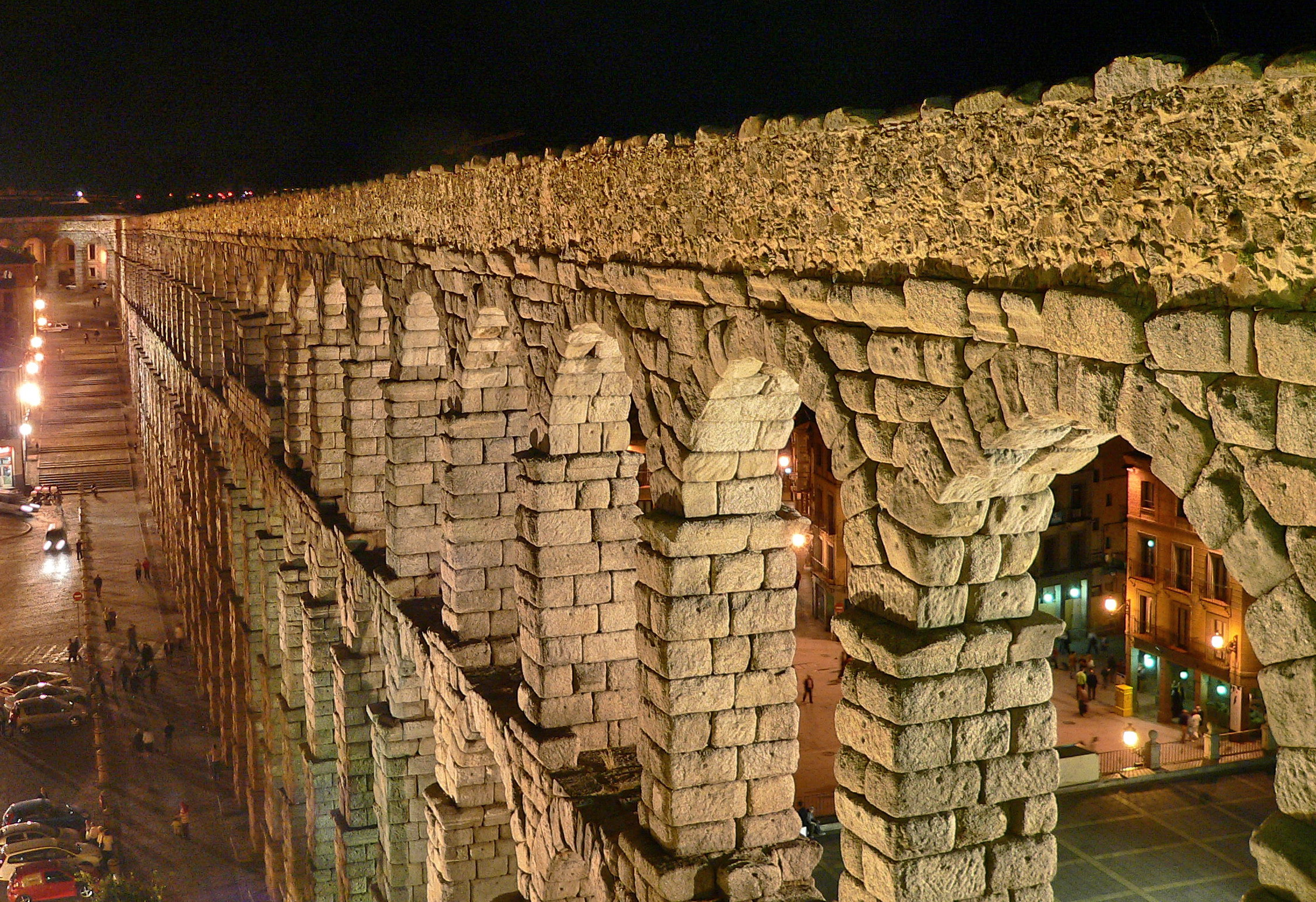
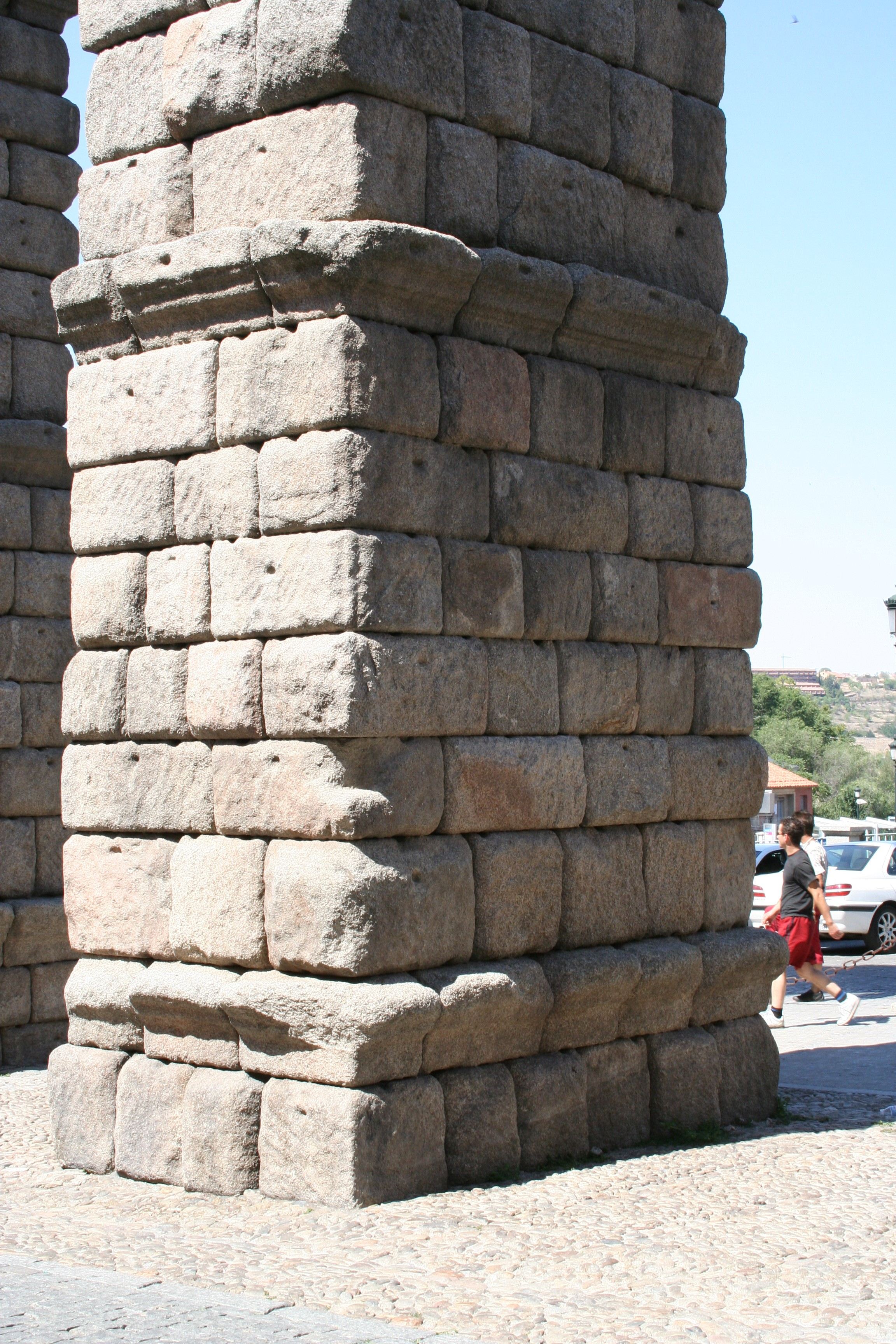
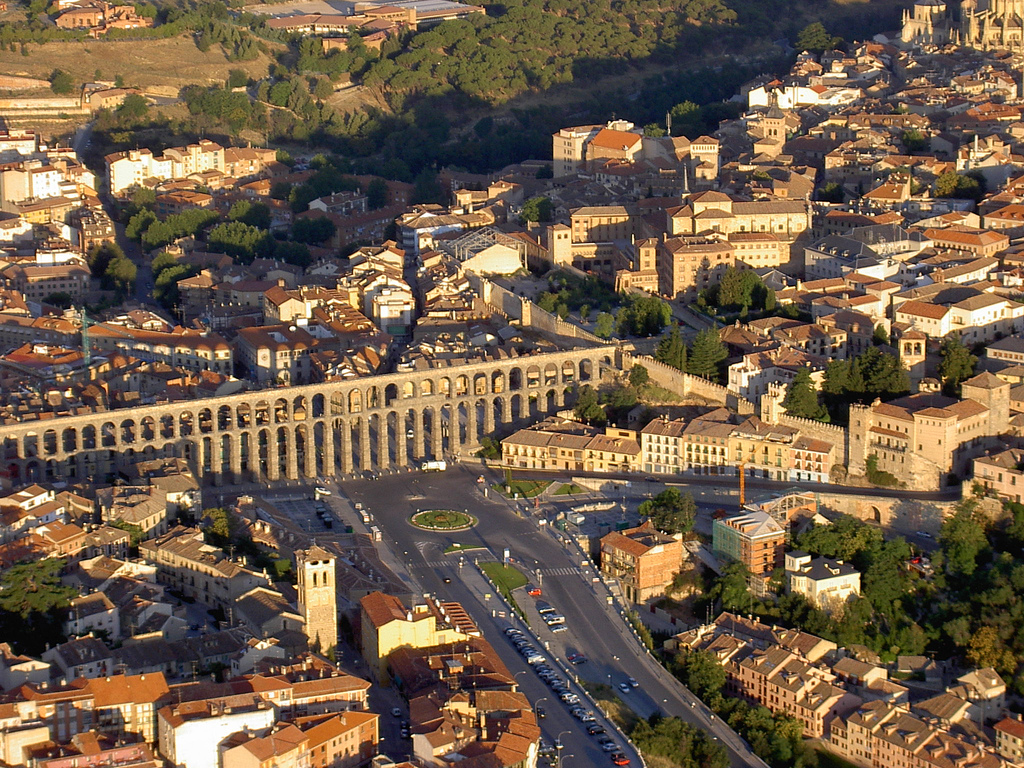
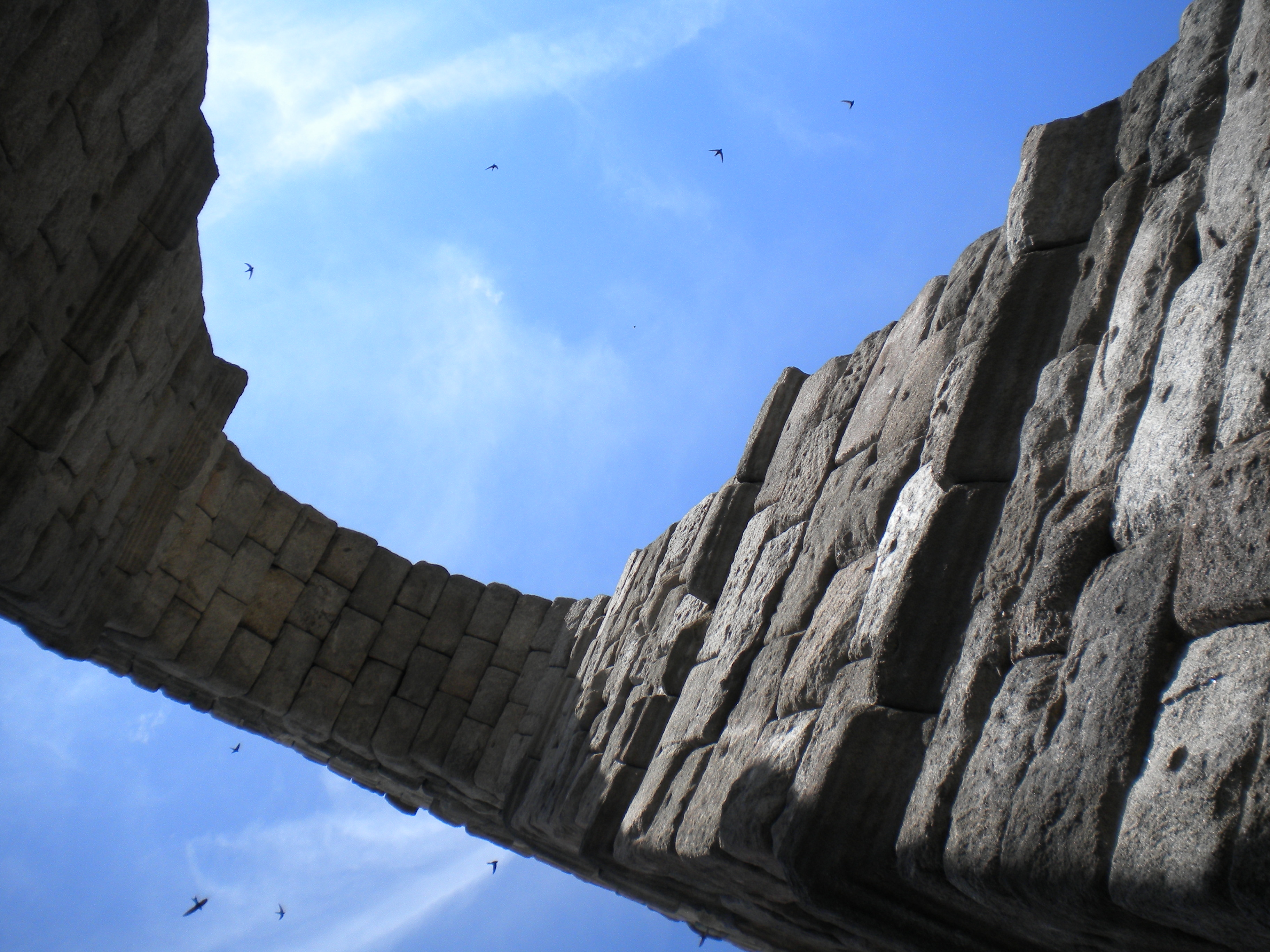